# La Petite Chanteuse des rues
La Petite Chanteuse des rues est un court métrage d'animation français de Ladislas Starewitch réalisé en 1924.

## Synopsis
Une petite fille et sa mère sont chassées de leur maison par le "grand malhonnête". La petite fille décide de gagner de l'argent en chantant dans les rues avec son petit singe, qui décide d’aller voler au grand malhonnête les documents qui lui ont permis de prendre possession de la maison.

## Fiche technique
- Titre : La Petite Chanteuse des rues
- Réalisation : Ladislas Starewitch
- Scénario : Ladislas Starewitch
- Animation : Ladislas Starewitch
- Format : Noir et blanc - Muet - 1,33:1
- Genre : Court métrage d'animation
- Durée : 12 minutes
- Date de sortie : 
  - France : 21 mars 1924

## Distribution
- Nina Star